# Жебуку
Жебуку (рум. Jebucu) — село у повіті Селаж в Румунії. Входить до складу комуни Алмашу.
Село розташоване на відстані 357 км на північний захід від Бухареста, 33 км на південь від Залеу, 39 км на захід від Клуж-Напоки.

## Населення
За даними перепису населення 2002 року у селі проживали 444 особи, з них 443 особи (99,8%) угорців. Рідною мовою 443 особи (99,8%) назвали угорську.